# مقاطعة جيلان
مقاطعة جيلان ((بالألبانية: Rajoni i Gjilanit)، هي واحدة من المقاطعات السبع في كوسوفو. يقع مقرها في مدينة جيلان. يبلغ عدد سكانها 180,783 نسمة وفقا لإحصاء سنة 2011، وتبلغ مساحتها 1,206 كيلومتر مربع.

## البلديات
تضم مقاطعة جيلان 6 بلديات و287 بلدة صغيرة.
| البلدية            | عدد السكان(2011) | المساحة (كم2) | الكثافة (كم2) | البلدات |
| ------------------ | ---------------- | ------------- | ------------- | ------- |
| جيلان              | 90,015           | 385           | 233.8         | 54      |
| فيتيا              | 46,959           | 278           | 168.9         | 39      |
| كوزوفسكا كامينيتشا | 35,600           | 423           | 84.2          | 58      |
| رانيلوغ            | 3,866            | 78            | 49.6          | 13      |
| كلوكوت             | 2,556            | 24            | 106.5         | 4       |
| بارتس              | 1,787            | 18            | 99.3          | 3       |
| مقاطعة جيلان       | 180,783          | 1,206         | 149.9         | 287     |

## التركيبة السكانية

### المجموعات العرقية
حسب إحصاء 2011، يعد الألبان أكبر مجموعة عرقية في المقاطعة، بينما يعد الصرب أكبر الأقليات. 